# Поле Gecos
Поле GECOS — это одно из полей записи файла /etc/passwd в Unix и других подобных. В него записывается основная информация о пользователе, например, реальное имя или номер телефона. В Unix это пятое поле из семи возможных.
В ранних системах Unix в Bell Labs использовали машины под управлением GECOS для спулинга печати и других подобных сервисов, и для идентификации пользователя, запустившего задачу, было добавлено дополнительное поле.

## Формат поля
Обычно поле хранит в себе набор значений, разделённых запятой. Обычно значения идут в следующем порядке:
1. реальное имя пользователя (или название приложения)
2. рабочий или домашний адрес
3. рабочий телефон
4. домашний телефон
5. другая информация, например, факс, дополнительный электронный адрес и т.д.

Для пользователей Unix без прав root изменить свою запись gecos можно при помощи утилиты chfn, которая использует демон fingerd. Утилита finger позволяет узнать данные о пользователе, в том числе и удалённом (при помощи протокола finger).
Примеры строки с заполненным полем GECOS:
```
tester:x:210:8:
Edward Chernenko,Goebbels Street 10,4554391,5454221
:/home/ed:/bin/bash
dbus:x:81:81:
System Message Bus
:/:/usr/bin/nologin
```

## Применение
В протоколе IRC реальное имя пользователя заполняется из поля gecos. Некоторые из клиентов IRC требуют это поле при подключении. Если поле не заполнено, некоторые клиенты указывают стандартное значение, например, Hexchat показывает realname, TalkSoup.app показывает John Doe, irssi показывает unknown.